# Skin of My Teeth
Singles de Demi Lovato
Dancing with the Devil
(2020) Substance
(2022)
Skin of My Teeth (stylisé en majuscules) est un single par l'artiste américaine Demi Lovato. Sortie le 10 juin 2022 par Island Records, c'est la premier single du huitième album studio de l'artiste intitulé Holy Fvck. Écrite par Lovato accompagné de Oak Felder, Alex Niceforo, Keith Sorrells, Laura Veltz et Lil Aron, elle est interprétée pour la première fois en live sur le plateau du The Tonight Show Starring Jimmy Fallon.

## Création
Au début de l'année 2022, Demi Lovato annonce sur ces réseaux sociaux la « mort » de sa musique pop et commence à partager les premiers extraits de ce que sera le son de son nouvel album dont Skin of My Teeth. En mai, Lovato révèle que le premier single s'appelle Skin of My Teeth et qu'il sera dévoilé le 10 juin,. Cet album marque son retour vers un son pop punk et rock, proche de ses deux premiers albums studios, Don't Forget (2008) et Here We Go Again (2009). La chanson fait références aux problèmes de Demi Lovato liées à son addiction, avec des références à une « rehab ».
Dans les annotations sur Genius, Lovato fait savoir que la première phrase de la chanson fait références aux gros titres de la presse people sur elle à chacune de ses cures : it was a healine that I saw multiple times et I just felt like it was no one's business! (« j'ai vu ces gros titres de nombreuses fois et j'ai senti que c'était pas leur affaire »). Elle continue en disant que les gens devraient avoir compassion for the struggle that I have along with many other people (« compassion pour la lutte que je mène avec beaucoup d'autres personnes »).

## Clip vidéo
Le clip vidéo de la chanson est dévoilé le 10 juin 2022 et est réalisé par Nick Harwood et Nick Vernet et produit par Shayna Giannelli.

## Charts
| Chart (2013)                              | Position |
| ----------------------------------------- | -------- |
| Nouvelle-Zélande (RMNZ)                   | 19       |
| Royaume-Uni (Official Charts Company)     | 56       |
| États-Unis (Digital Songs)                | 13       |
| États-Unis (Hot Rock & Alternative Songs) | 47       |